# ورژ هاکوبیان
ورژ هاروتیونی هاکوبیان (ارمنی: Վրեժ Հարությունի Հակոբյան زاده ۱۰ ژانویهٔ ۱۹۳۸ - درگذشته ۶ ژوئن ۲۰۲۲) یک بازیگر اهل ارمنستان بود. وی از سال تا میلادی مشغول فعالیت بود.

## زندگی‌نامه
وی در ۱۰ ژانویهٔ ۱۹۳۸ در آتن به دنیا آمد و از انستیتو دولتی هنرهای زیبای ایروان (۱۹۶۲) فارغ‌التحصیل شد. وی همچنین برندهٔ جوایزی همچون چهره هنری شایسته جمهوری ارمنستان، مدال طلای وزارت فرهنگ جمهوری ارمنستان و هنرمند افتخاری جمهوری ارمنستان شده‌است. وی در ۶ ژوئن ۲۰۲۲ در سن ۸۴ سالگی درگذشت.

## گزیده فیلمشناسی
از فیلم‌ها یا برنامه‌های تلویزیونی که وی در آن نقش داشته‌است می‌توان به آثار زیر اشاره کرد.
- خاتابالا (۱۹۷۱)
- پرتگاه (۱۹۷۳)
- آرئویک (۱۹۷۸)